# Drugi rząd Ingvara Carlssona
Drugi rząd Ingvara Carlssona – rząd Szwecji działający od lutego 1990 do października 1991. Był to mniejszościowy gabinet monopartyjny tworzony przez Szwedzką Socjaldemokratyczną Partię Robotniczą. Zastąpił pierwszy gabinet tego samego premiera. Urzędował do czasu, gdy po przegranych w 1991 wyborach powstał centroprawicowy rząd Carla Bildta.

## Skład rządu
Biuro Premiera
- Premier: Ingvar Carlsson
- Wicepremier: Odd Engström

Ministerstwo Sprawiedliwości
- Szef resortu: Laila Freivalds

Ministerstwo Spraw Zagranicznych
- Szef resortu: Sten Andersson

Ministerstwo Obrony
- Szef resortu: Roine Carlsson

Ministerstwo Zdrowia i Spraw Społecznych
- Szef resortu: Ingela Thalén

Ministerstwo Transportu i Komunikacji
- Szef resortu: Georg Andersson

Ministerstwo Finansów
- Szef resortu: Allan Larsson

Ministerstwo Edukacji
- Szef resortu: Bengt Göransson

Ministerstwo Rolnictwa
- Szef resortu: Mats Hellström

Ministerstwo Zatrudnienia
- Szef resortu: Mona Sahlin

Ministerstwo Mieszkalnictwa
- Szef resortu: Ulf Lönnqvist

Ministerstwo Przemysłu
- Szef resortu: Rune Molin

Ministerstwo Administracji Publicznej
- Szef resortu: Bengt K.Å. Johansson

Ministerstwo Środowiska i Energii
- Szef resortu: Birgitta Dahl

Ministrowie bez teki w resortach
- Lena Hjelm-Wallén
- Bengt Lindqvist
- Anita Gradin
- Margot Wallström
- Göran Persson
- Maj-Lis Lööw
- Erik Åsbrink